# Oonops domesticus
Oonops domesticus – gatunek pająka z rodziny Oonopidae i podrodziny Oonopinae.
Gatunek ten opisany został po raz pierwszy w 1916 roku przez Raymonda C. de Dalmasa.
Samce osiągają od 1,6 do 1,8 mm, a samice od 1,9 do 2 mm długości ciała (wg innego źródła długość ciała gatunku wynosi od 1,2 do 2 mm). Ubarwienie ciała określane jest jako jasnoczerwone lub różowe, przy czym prosoma (głowowtułów) jest ciemniejsza niż opistosoma (odwłok). Sześcioro owalnych oczu ustawionych jest blisko siebie na szerokości prawie równej szerokości głowowej części karapaksu. Odnóża pierwszej pary różnią się od tych u O. pulcher obecnością pięciu par kolców wentralnych na spodzie goleni. Nogogłaszczki samca mają łyżeczkowatą część odsiebną bulbusa, a embolus znacznie krótszy i o prościej zbudowanym wierzchołku niż w przypadku O. pulcher. Samica ma niezesklerotyzowane od zewnątrz genitalia.
Pająk palearktyczny, znany z Portugalii, Hiszpanii, Irlandii, Wielkiej Brytanii, Francji, Belgii, Holandii, Danii, Niemiec, Szwajcarii, Włoch, Polski, Ukrainy, Rosji i Gruzji. Spotykany cały rok. Najczęściej występuje synantropijnie w budynkach. Zasiedla między innymi biblioteki i stare zbiory muzealne, gdzie poluje na gryzki. Poluje nocą, stosując zarówno powolne skradanie się jak i bardzo szybki bieg. Dzień spędza w kryjówkach. Samice tworzą kilka kokonów jajowych, z których każdy zawiera tylko dwa jaja.